# Argidia wedelina
Argidia wedelina är en fjärilsart som beskrevs av Stoll 1782. Argidia wedelina ingår i släktet Argidia och familjen nattflyn. Inga underarter finns listade i Catalogue of Life.